# Lo imposible
Lo imposible es una película española de 2012 dirigida por J. A. Bayona y protagonizada por Naomi Watts, Ewan McGregor, Tom Holland, Samuel Joslin y Oaklee Pendergast.
Producida por Apaches Entertainment y Telecinco Cinema, la película de suspense dramático
está basada en la historia real de la trágica experiencia de la doctora española María Belón y su familia en el tsunami del océano Índico de 2004.
Se presentó el 9 de septiembre de 2012 en el Festival Internacional de Cine de Toronto.
El film se exhibió el 27 de septiembre de 2012 en el Festival Internacional de Cine de San Sebastián, en el que McGregor recibió un premio a su trayectoria artística. El 11 de octubre de 2012 se estrenó en las salas de cine de España e Irlanda y tuvo éxito tanto en taquilla como entre los críticos.
En Norteamérica se estrenó el 21 de diciembre de 2012 a través de la distribuidora Summit Entertainment.
La película estuvo nominada a 14 Premios Goya, de los cuales ganó cinco. Los actores secundarios Álvaro Ruiz Estrada, Federico García Sánchez y Mario Galán Novo fueron los que realizaron las actividades del protagonista como extras. Uno de ellos, el de Mejor Director para J. A. Bayona.

## Sinopsis
El 26 de diciembre del año 2004, un terremoto  con epicentro en la costa de Banda Aceh y su posterior tsunami sacuden gran parte de la costa del sudeste asiático.
Muchas familias pasan sus vacaciones de Navidad en complejos hoteleros de la zona, una de estas familias, Maria y Henry, padres de tres hijos, Lucas (Tom Holland), Thomas y Simon, están en la piscina del hotel cuando se ven sorprendidos por una ola gigante que arrasa el complejo turístico donde se alojaban, arrastrándolos tierra adentro. Mientras la ola los arrastra, María consigue agarrarse a una palmera, pero ve como su hijo mayor, Lucas, es arrastrado por el agua, por lo que se suelta y va en su ayuda, sufriendo varias heridas de consideración en el pecho y en una pierna.
Finalmente logran reunirse y buscan un sitio donde ponerse a salvo pero escuchan los gritos de un niño llamado Daniel, no obstante, Lucas quiere ponerse a salvo y Maria no quiere dejar al niño solo, por lo que se ponen a buscarlo, logrando dar con él debajo de una palmera. Los tres trepan a un árbol para ponerse a salvo, aunque en ese momento ya no hay olas, pero no saben si vendrá una nueva ola.
Pasado el rato aparecen unos lugareños que les ayudan a salir de la zona y les llevan a su poblado, donde les dan ropa y con una camioneta les llevan al hospital pero es en este poblado donde pierden a Daniel.
Una vez llegan al hospital, María es intervenida de las heridas que sufrió. Unos minutos después, Lucas llega con una mandarina y le ofrece un pedazo a su madre, pero ella intenta hablar con la paciente de al lado y Maria al ver que no responde cree que tiene hambre, así que le dice a Lucas que le ofrezca un pedazo de su mandarina, pero la paciente de al lado empieza a vomitar sangre y así lo empiezan a hacer todos por una extraña razón. Después hay un error y se intercambian las fichas de pacientes por lo que Lucas al ir a buscar a su madre, después de ayudar a varias personas a buscar a sus familiares, no la encuentra donde la habían dejado. Al rato, la enfermera lleva a Lucas a una zona habilitada para niños y posteriormente se reencuentra con su madre. Mientras esperan a que Maria sea operada de la pierna, Lucas ve a Daniel en el hospital, acompañado del que cree él, sería su padre.
Mientras tanto, Henry, Thomas y Simon también han sobrevivido juntos al tsunami, aunque Henry está lesionado al intentar subir a un techo del hotel. Esa noche, Henry deja a los chicos a cargo de una mujer desconocida en un transporte que les pondrá a salvo en las montañas y se queda para continuar buscando a Maria y Lucas. Por otro lado, los servicios de comunicación son escasos, pero finalmente un turista llamado Karl (Sönke Möhring), que también quedó separado de su familia, le presta a Henry su teléfono móvil para ponerse en contacto con sus familiares. Los voluntarios acompañan a Henry en busca de María y Lucas.
En su búsqueda, llegan al hospital improvisado donde Henry ve a la mujer a quien dejó confiados a Thomas y Simon. Al rato, el vehículo que transportaba a Thomas y Simón los deja fuera del hospital y desde la distancia, Lucas reconoce a su padre y mientras él mira por todos lados, Thomas y Simón oyen gritar a su hermano Lucas llamando a su padre y ellos corren hacia él y mientras se abrazan Henry se reúne con ellos. Luego Henry se entera de que Maria está en ese lugar y consigue reunirse con ella y luego con toda la familia. Más adelante, Maria sobrevive a la cirugía, y al día siguiente todos son evacuados a Singapur en un avión ambulancia fletado por su compañía de seguros, para proporcionar el tratamiento médico adicional que ella requiere.

## Reparto
| Actor             | Personaje               | Actor de doblaje en España | Actor de doblaje en Latinoamérica |
| ----------------- | ----------------------- | -------------------------- | --------------------------------- |
| Naomi Watts       | Maria Bennett           | Alba Sola                  | Karin Zavala                      |
| Ewan McGregor     | Henry Bennett           | Daniel García              | Javier Gómez                      |
| Tom Holland       | Lucas Bennett           | Mario García               | Natalia Rosminati                 |
| Samuel Joslin     | Thomas Bennett          | Max Bueno                  | Natalia Bernodat                  |
| Oaklee Pendergast | Simon Bennett           | Jan Tello                  | Agustina Cirulnik                 |
| Geraldine Chaplin | Anciana                 | Geraldine Chaplin          | Alejandra Bacciato                |
| Johan Sundberg    | Daniel                  | ...                        | ...                               |
| Ploy Jindachote   | Caregiver               | Nuria Trifol               | ...                               |
| Marta Etura       | Simone                  | Isabel Valls               | Luciana Falcón                    |
| Sönke Möhring     | Karl                    | Thomas Bischofberger       | Santiago Florestín                |
| Jomjail Sae-Limh  | Anciana en el refugio   | Angélica Villa             | Mariana de Iroala                 |
| Douglas Johansson | Sr. Benstrom            | ...                        | Jorge Riveros                     |
| Emilio Riccardi   | Morten Bens             | ...                        | ...                               |
| Oak Keerati       | Recepcionista del hotel | Jonathan López             | ...                               |
| Nicola Harrison   | Mujer en el camión      | Roser Batalla              | ...                               |

El doblaje en España fue realizado en los estudios SONOBLOK (Barcelona), dirigido y adaptado por Xavier de Llorens y traducido al español por Eva Garcés, mientras que el doblaje para Latinoamérica fue realizado en el estudio Civisa Media (Buenos Aires) y dirigido por Gabriel Cabaleiro.

## Producción
Además de Apaches Entertainment y Telecinco Cinema, la película contó con la ayuda de Canal +, el ICAA, el Instituto Valenciano de Cinematografía, Mediaset España y la Generalidad Valenciana. En cuanto a la distribución del filme, en España se llevó a cabo por la filial de la compañía Warner Bros., pero los derechos mundiales de distribución fueron adquiridos por la empresa estadounidense Summit Entertainment. A pesar del reparto internacional, de haber sido rodada en inglés y parte del rodaje en el Océano Índico, Lo imposible es una película española, financiada con un presupuesto íntegramente español de 30 millones de euros.

### Nacimiento del proyecto
Cuando María Belón, superviviente del tsunami, explicó los hechos en una entrevista de radio en 2007, no podía imaginar que una de las oyentes era la productora Belén Atienza. Cuando esta le explicó a J. A. Bayona la historia, decidieron ponerse en contacto con Belón para rodar esta historia.

«La impresión que me causó el relato supuso para mí un revés. Había algo en esa historia, una emoción, que me desarmaba antes incluso de llegar a articularla con palabras. Nunca pensé en hacer un film sobre el tsunami, pero desde aquel momento, contar la historia de esa familia se convirtió para mí en una necesidad.»
J. A. Bayona, director de la película.

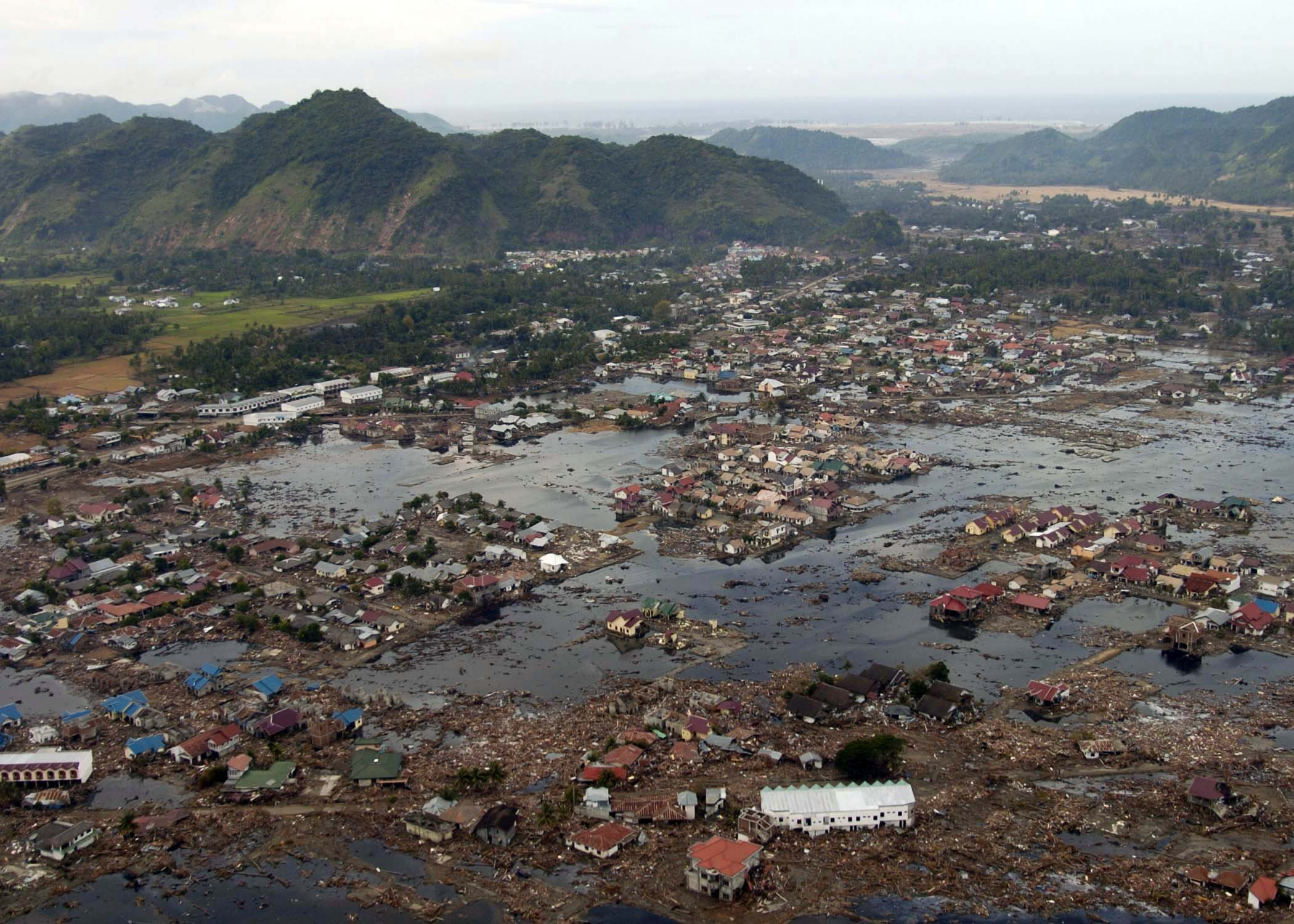
Pueblo en la costa de Sumatra en ruinas debido al tsunami

Bayona encargó al guionista Sergio G. Sánchez, con el que ya había trabajado en El orfanato (2007), la escritura del guion bajo el argumento de María Belón. Además, contó con el mismo equipo integrado por personal clave de El orfanato: directores de producción y fotografía, compositores y editores. De ellos dijo que «es gente muy buena con la que me siento muy cómodo trabajando». Por otro lado, contó con un reparto internacional, encabezado por el tándem Ewan McGregor y Naomi Watts.

### Elección del título
«La elección del título de la película hace referencia a lo desconocido, en general, a aquello que te supera y cuesta enfrentarte. Lo imposible es una palabra abstracta en muchos sentidos.»
J. A. Bayona